# Генрих XXXV
Генрих I (XXXV) Шварцбург-Зондерсгаузенский (нем. Heinrich I. (XXXV.) von Schwarzburg-Sondershausen, прозвище «Князь брильянтовый»; 8 ноября 1689 — 6 ноября 1758) — принц Шварцбургский с апанажем в Кейле, в 1740—1758 годах правящий князь Шварцбург-Зондерсгаузена.

## Биография
Князь Генрих — сын князя Кристиана Вильгельма Шварцбург-Зондерсгаузенского и его супруги Вильгельмины Кристины, дочери герцога Иоганна Эрнста II Саксен-Веймарского. В 1713 году в Шварцбурге был заключён династический договор о примогенитуре, согласно которому Генрих, второй сын в княжеской семье, не наследовал престол, а получал апанаж в Кейле. Недовольный таким решением Генрих рассердился на свою семью и покинул княжество, поселившись в имении в Бюргеле под Йеной, и поддерживал добрые отношения с дядей Вильгельмом Эрнстом Саксен-Веймарским. В 1740 году Генрих наследовал власть в Шварцбурге после смерти бездетного брата Гюнтера. Князь Генрих правил из своей резиденции в Зондерсгаузенском дворце, также проживал в Райхельсхайме.
На время правления князя Генриха пришлась Семилетняя война, но население Шварцбурга не получило от него поддержки. Князь вёл роскошную жизнь и прослыл транжирой: его коллекция бриллиантов оценивалась в полмиллиона талеров и обеспечила ему прозвище «Князя бриллиантового». Помимо бриллиантов князь коллекционировал роскошные кареты. Среди 37 карет в его собственности были даже две французские, одна из них, золотая, демонстрируется в настоящее время в Зондерсгаузенском дворце.
Князь Генрих считается одним из самых неоднозначных правителей Шварцбургского дома. Он отдалился от своего княжества и подданных, часто пребывал за пределами своих владений. Его отношения с братьями и сёстрами оставались напряжёнными, и свой аллод он завещал герцогу Саксен-Кобургскому. В 1758 году князь Генрих умер неженатым, не оставив законных наследников. Власть в Шварцбурге унаследовал старший сын его младшего брата Августа I принц Кристиан Гюнтер Шварцбург-Зондерсгаузенский.